# Pierluigi Zeno
Pier Luigi Zeno (Gattinara, 29 giugno 1934 – Romagnano Sesia, 27 febbraio 2016) è stato un calciatore italiano, di ruolo ala.

## Carriera
Ha esordito in Serie A nella stagione 1954-1955 con la maglia del Novara, raccogliendo una sola presenza; rimane con la compagine piemontese per altre otto stagioni disputando 129 presenze in Serie B e 22 in Serie C.
Nel 1963 passa al Verona con il quale, in tre stagioni in cadetteria, raccoglie 75 presenze.